# امیرحسین علی‌پور دربید
امیرحسین علی‌پور دربید (زاده ۱۱ اسفند ۱۳۸۰ - خرم‌آباد) یک ورزشکار ایرانی پارالمپیک است که به طور تخصصی در بخش پرتاب وزنه رقابت می‌کند.

## حرفه
در مه ۲۰۲۴، علی‌پور یکی از اعضای تیم ملی ایران در مسابقات جهانی بود که توانست یک مدال طلا کسب کند. سپس به عنوان بخشی از کاروان ایران در پارالمپیک ۲۰۲۴ شرکت کرد و توانست در رویداد F11 مدال طلا کسب کند.